# SAPICA
SAPICA（日语：サピカ）是日本北海道札幌市交通局在2008年12月5日通過商標登錄，並自2009年1月30日開始在札幌市營地下鐵導入的IC交通卡。卡片的發行商為札幌綜合資訊中心株式會社（日语：（SNET），本身是札幌市為了提升地區資訊服務而成立的第三部門營運單位），共發行4種類型，分別是不記名、記名、定期券及信用卡一體型。除了作為車票使用外，SAPICA也擁有電子錢包的功能。
卡片名稱「SAPICA」取自「『唰』的一聲拿出然後『嗶』一聲就能使用、屬於札幌的IC卡」（サッと取り出して、ピッと利用できるSAPPORO（さっぽろ）のICカード）之意。

## 可以使用的公司路線
以下路線可作為乘車券、定期券使用。
- 札幌市交通局
  - 札幌市營地下鐵全線
  - 札幌市電全線
- 民營巴士公司
  - 北海道中央巴士（日语：北海道中央バス）
    - 一般路線：札幌市、石狩市、江別市、北廣島市、千歲市、小樽市運行的各市內線與左述自治體間、余市地區運行的郊外路線
    - 高速巴士：高速小樽號、高速余市號、高速岩內號、高速積丹號、高速新雪谷號（日语：札樽線 (北海道中央バス)）、高速苫小牧號[† 1]、高速室蘭號[† 1]、高速岩見澤號、高速三笠號、高速栗山號、高速夕張號、高速瀧川號、高速新十津川號、高速留萌號、高速富良野號、新千歲機場聯絡巴士[† 2]

  - JR北海道巴士
    - 一般路線：札幌市、小樽市、江別市、北廣島市、南幌町、長沼町運行的全線與左述自治體間運行的郊外路線
    - 高速巴士：高速小樽號（日语：ジェイ・アール北海道バス)）

  - 定鐵（日语：じょうてつ）
    - 一般路線：札幌市內全線

1. 1 2  高速苫小牧號、高速室蘭號可用紙質乘車券共通使用北海道中央巴士與道南巴士，但SAPICA不在共通使用對象（道南巴士不可使用）[3]。
2. ↑  新千歲機場聯絡巴士一部分與北海道中央巴士與北都交通共同運行，SAPICA不是共通使用對象（北都交通不可使用）[3]。同時也不可使用SAPICA定期券[4]。

### Kitaca地域等使用

互相使用關係

2013年6月22日起札幌市電、巴士引入SAPICA，Kitaca、Suica與可互相使用的其他IC卡乘車券（TOICA、ICOCA、SUGOCA、PASMO、manaca、PiTaPa、nimoca、Hayakaken）開始可以在地下鐵、市電、巴士單向使用（電子錢包不可用）。曾經廣島地區的PASPY等同樣沒有參與交通系IC卡全國互相使用服務但可單向使用，SAPICA以外的其他IC卡地域（JR北海道等）仍舊不可使用。
SAPICA根據協議可繼續用於JR北海道，但SAPICA與Kitaca、Suica等完全互相使用化及電子錢包機能完全互相通用，以及伴隨的參與交通系IC卡全國互相使用服務仍未有具體化。
JR東日本、JR西日本等將SAPICA地域稱為「札幌Suica地域」。

## 外部連結
- SAPICA官方網站（页面存档备份，存于）（日語）
- 札幌綜合資訊中心（页面存档备份，存于）（SAPICA的發行單位）（日語）